# Heraldo de Tortosa
L'Heraldo de Tortosa va ser un diari català escrit en castellà, editat a Tortosa (Baix Ebre) entre el 15 de gener de 1924 i 1937.
El diari va néixer el 15 de gener de 1924 gràcies a un grup de redactors procedents del Diario de Tortosa, que estaven descontents amb la seva línia editorial. Els primers directors van ser Roberto Andreu i Josep Monllaó i Panisello. El diari va seguir publicant-se després de l'esclat de la Guerra civil, encara que sota el control d'un comitè obrer.
Entre el 17 i el 19 de març de 1937 el va confiscar la Confederació Nacional del Treball (CNT), tot adoptant-ne una nova línia editorial. Deixaria d'editar-se aquest mateix any. Va ser continuat per la publicació cenetista Ciudad y Campo.